# Tricypha popayana
Tricypha popayana là một loài bướm đêm thuộc phân họ Arctiinae, họ Erebidae.